# Dorfkirche Kolpien

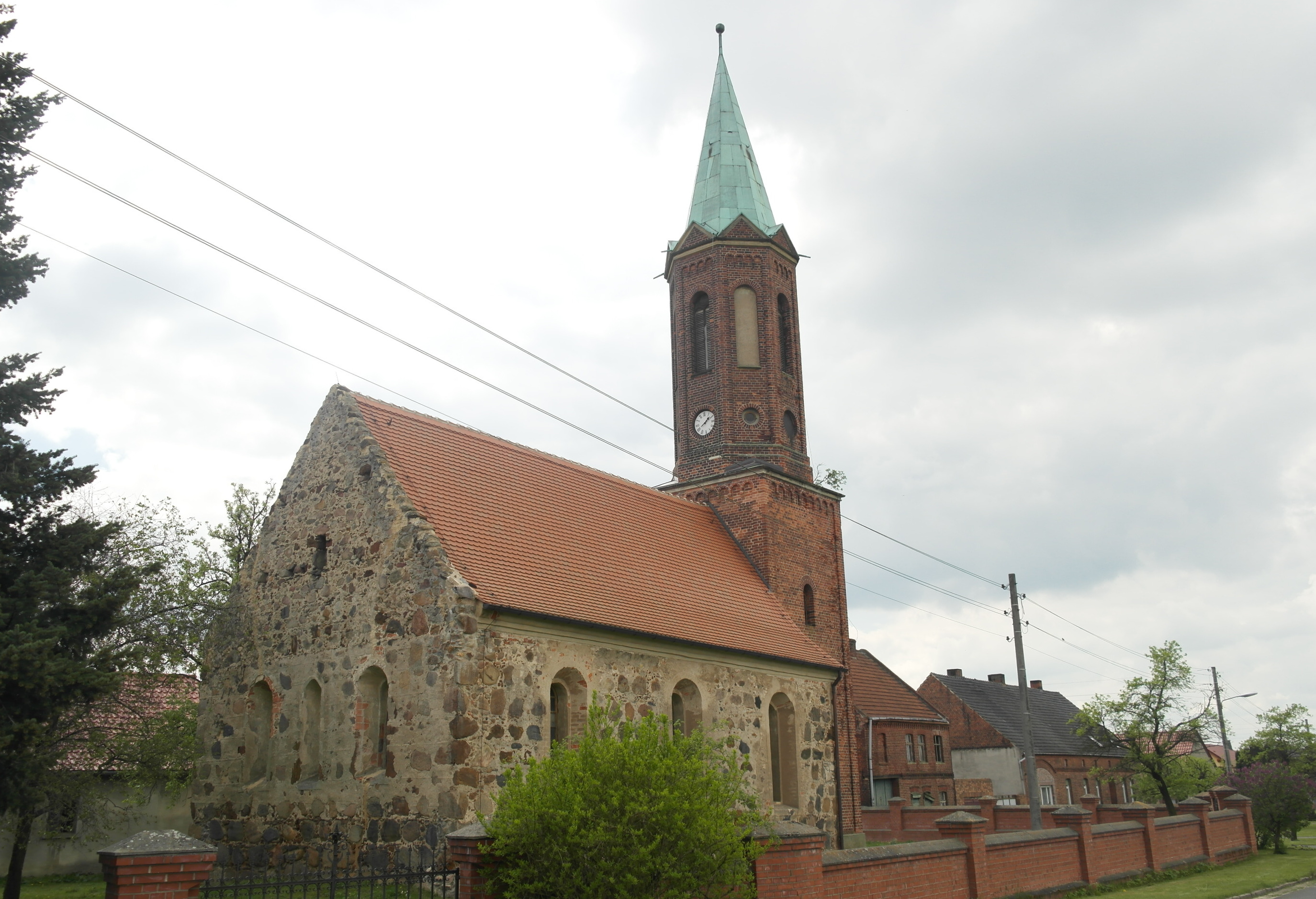
Dorfkirche Kolpien

Die evangelische, denkmalgeschützte Dorfkirche Kolpien steht im Ortsteil Schöna-Kolpien der Stadt Dahme/Mark im Landkreis Teltow-Fläming von Brandenburg. Die Kirchengemeinde gehört zum Pfarrbereich Knippelsdorf im Kirchenkreis Bad Liebenwerda der Evangelischen Kirche in Mitteldeutschland.

## Beschreibung
Die Feldsteinkirche wurde in der zweiten Hälfte des 13. Jahrhunderts gebaut. Ihr Kirchturm aus Backsteinen wurde 1870/80 im Westen angebaut. Seine ersten beiden Geschosse haben einen quadratischen Grundriss. Sie setzen sich mit oktogonalen Geschossen fort, die die Turmuhr und den Glockenstuhl beherbergen. 
Der Innenraum des Langhauses ist mit einer Flachdecke überspannt. Im Westen und Norden wurden um 1800 Emporen eingebaut. Zur Kirchenausstattung gehört ein Altar in Form einer Ädikula. Zwischen den Pilastern befindet sich ein Altarretabel mit der Darstellung der Kreuzigung. Die Orgel mit sieben Registern, zwei Manualen und einem Pedal wurde 1903 als Opus 252 von Wilhelm Rühlmann gebaut.